# Škvorec
Škvorec (en allemand : Skworetz) est une commune du district de Prague-Est, dans la région de Bohême-Centrale, en République tchèque. Sa population s'élevait à 1 909 habitants en 2020.

## Géographie
Škvorec se trouve à 3 km au sud d'Úvaly et à 22 km à l'est du centre de Prague.
La commune est limitée par Úvaly au nord, par Přišimasy et Hradešín à l'est, par Doubek, Babice et Březí au sud, et par Sluštice, Zlatá et Dobročovice à l'ouest.

## Histoire
La première mention écrite de la localité date de 1279.

## Administration
La commune se compose de deux quartiers :
- Škvorec
- Třebohostice